# 오스발드 캐프
오스발드 캐프(에스토니아어: Osvald Käpp, 1905년 2월 17일 ~ 1995년 12월 22일)는 에스토니아의 레슬링 선수로 1924년, 1928년과 1932년 하계 올림픽에 출전했다. 그는 1928년 올림픽에서 우승했고 1932년 올림픽에서는 에스토니아 선수단 기수를 맡았다. 그는 1926년과 1927년 유럽 선수권 대회 그레코로만형에서 2개의 메달을 획득했다.
1923년에 레슬링으로 전향하기 전에 체조 선수와 농구 선수로 훈련했다. 1929년에 대공황이 발발하는 동안, 그는 미국 뉴욕으로 이주했다. 그는 1931년에 은퇴했다.